# Moacir Rodrigues dos Santos
Moacir Rodrigues dos Santos, ou simplesmente Moacir (Timóteo, 21 de março de 1970 – Belo Horizonte, 20 de julho de 2024), foi um futebolista brasileiro que atuava como volante.
Moacir atuou em vários clubes do Brasil e também na Espanha e Japão. Participou do Campeonato Mundial de Futebol Sub-20 de 1989 pela Seleção Brasileira, que terminou em terceiro lugar.

## Biografia
Filho de Alfeu Rodrigues Santos e Maria Lúcia dos Santos, Moacir iniciou carreira em 1986, no infantil do Santa Tereza, clube amador de Belo Horizonte. No ano seguinte, entrou para o juniores do Atlético Mineiro que pagou uma indenização de Cr$ 50 mil para desobrigá-lo do estágio. Ainda como júnior, em 1988, foi convocado para a Seleção Brasileira de amadores. Disputou um torneio na Nova Zelândia e foi campeão Sul-Americano na Argentina. Promovido ao profissional no mesmo ano, foi eleito o melhor de sua posição pela imprensa.
Atuou no Atlético no fim da década de 1980 e início de 1990. Como meia, fez 199 jogos pelo clube e marcou 24 gols. Foi importante na conquista de três campeonatos mineiros e uma Copa Conmebol.

## Morte
Moacir faleceu na madrugada do dia 20 de julho de 2024 aos 54 anos em Belo Horizonte. A causa da morte do ex-jogador foi um câncer de estômago.

## Títulos
Atlético Mineiro
- Campeonato Mineiro: 1988 e 1989
- Copa Conmebol: 1992[4]